# Donacoscaptes tauromma
Donacoscaptes tauromma là một loài bướm đêm trong họ Crambidae.